# Columbo: Alter schützt vor Torheit nicht
Alter schützt vor Torheit nicht (Originaltitel: Dagger of the Mind) ist eine erstmals im Rahmen der NBC-Sunday-Mystery-Movie-Serie gesendete Episode der Kriminalfilm-Reihe Columbo aus dem Jahr 1972. Die deutschsprachige Erstausstrahlung der vierten Folge der zweiten Staffel folgte erst 1992 auf RTL plus. Der US-amerikanische Schauspieler Richard Basehart und die britische Schauspielerin Honor Blackman verkörpern als Bühnendarsteller-Ehepaar Nicholas Frame und Lillian Stanhope die Gegenspieler von Inspektor Columbo, dargestellt von Peter Falk.

## Handlung
Die miteinander verheirateten britischen Bühnenschauspieler Nicholas Frame und Lillian Stanhope haben den Zenit ihrer Karriere bereits überschritten. Dank der Freizügigkeit des früheren Produzenten Sir Roger Haversham möchten sie an einem Londoner Theater mit der groß angekündigten Inszenierung der Tragödie Macbeth von William Shakespeare ihr Comeback feiern. Um sich die Unterstützung des wohlhabenden Geldgebers zu sichern, hat Lillian mit Einverständnis ihres Ehemannes ein vorgetäuschtes Verhältnis mit Sir Roger begonnen. Nachdem dieser die Wahrheit herausgefunden hat, schleicht er am Abend der Generalprobe durch den Hintereingang in Lillians Umkleideraum. Aufgebracht stellt er sie zur Rede und droht, die Aufführung abzusagen und das Ehepaar bloßzustellen. Nach einem heftigen Wortgefecht reißt er Lillians Perlenkette auseinander. Als Nicholas den Raum betritt und es zu einer handgreiflichen Auseinandersetzung zwischen ihm und Sir Roger kommt, wirft Lillian in Panik mit einer gläsernen Cremedose und trifft den Kontrahenten tödlich am Kopf. Trotz der Überzeugung, in Notwehr gehandelt zu haben, beschließen beide vor dem Gang auf die Bühne, den Leichnam zunächst in einem Schrankkoffer zu verstecken. Während einer Pause kehrt Lillian in das Zimmer zurück und hält den Pförtner Joe Fenwick gerade noch rechtzeitig von der Reparatur des Heizkörpers ab, der sich in unmittelbarer Nähe des Gepäckstückes befindet. Nach der Probe schaffen Nicholas und Lillian den Koffer unbemerkt aus dem Theater und fahren zu Sir Rogers außerhalb Londons gelegenen Landsitz. Im Haus legen sie den Toten an den Fuß einer langen Treppe und verstauen dessen Regenkleidung im Kleiderschrank. Damit soll der Anschein erweckt werden, als hätte Sir Roger den Abend zu Hause verbracht und durch einen unglücklichen Treppensturz sein Leben verloren.
Tags darauf trifft Inspektor Columbo am Flughafen London Heathrow ein, um sich auf Einladung von Detective Chief Superintendent William Durk über die modernen Kriminaltechniken von Scotland Yard zu informieren. Die Führung durch die Polizeibehörde muss allerdings warten, da die Ermittler auf das Anwesen von Sir Roger gerufen werden, einem entfernten Verwandten von Durk. Neugierig sieht sich Columbo am Tatort um und entdeckt einige Ungereimtheiten, die er mit dem dort angestellten Butler Tanner erörtert. Offenbar war das Opfer vor dem vermeintlichen Unfall in ein Buch vertieft. Warum hat er dann die kostbare Erstausgabe mit den Seiten nach unten neben seinem Lesesessel abgelegt, sodass der Buchrücken leicht hätte brechen können? Und aus welchem Grund ist die Lesebrille in der Brusttasche des Toten nach dem Sturz in einem unversehrten Zustand? Anlässlich der Trauerfeier im Theater hegt Durk aufgrund der aufmerksamen Beobachtungen des Inspektors erste Zweifel an der Unfalltheorie und ordnet eine Autopsie an. Lillian verfolgt das Gespräch heimlich mit und arbeitet gemeinsam mit ihrem Ehemann einen Plan zur Beeinflussung der polizeilichen Untersuchungen mithilfe eines fingierten Motivs aus: Sie erkundigen sich bei Tanner nach einer seltenen Edition von Macbeth, die Nicholas dem Verstorbenen angeblich geliehen hat. Derweil liefert die Obduktion wie erwartet Hinweise auf eine Gewalttat. Infolgedessen bekräftigt Nicholas seine Vermutung, ein Raubmörder habe das kostbare Buch entwendet und sei dabei vom Besitzer überrascht worden. Doch Columbo bleibt skeptisch, zumal Regenflecken auf Sir Rogers Wagen auf einen Aufenthalt in der regnerischen Metropole am Abend zuvor hindeuten. Im Anschluss an den erfolgreichen Premierenabend befragt der Inspektor die beiden Schauspieler hinter der Bühne getrennt voneinander. Mit annähernd gleichem Wortlaut, der auf eine vorherige Absprache schließen lässt, berichten sie von einem Ehestreit, bei dem Lillians Halskette zu Bruch ging.
Vor der Heimfahrt bemerken Nicholas und Lillian, dass Joe den markanten Regenschirm des Ermordeten bei sich trägt. In der Annahme, es müsse zu einer Verwechslung gekommen sein, als der Pförtner das Umkleidezimmer verließ, folgt Nicholas Joe zu einem Pub und nimmt das potenzielle Beweisstück an sich. Das Paar bringt den Schirm zum Landsitz zurück, wird jedoch vom Butler an das Londoner Wachsfigurenkabinett verwiesen, dem die Utensilien für eine bevorstehende Ausstellungseröffnung zu Ehren der an der Produktion beteiligten Akteure zur Verfügung gestellt worden sind. Daraufhin brechen Nicholas und Lillian in den Keller des Museums ein und tauschen den Regenschirm aus. Columbo erfährt von den merkwürdigen Ereignissen rund um den offenkundig bedeutsamen Gegenstand und stellt dieselben Überlegungen an. Er begibt sich mit Durk und Tanner ebenfalls in das Museum, zu seiner Enttäuschung wird der Schirm vom Butler aber als Sir Rogers Eigentum identifiziert. Am nächsten Morgen sucht Tanner die beiden Schauspieler auf und erpresst sie mit seinen Schlussfolgerungen über die versuchte Vertuschung des mutmaßlichen Verbrechens. Nicholas sieht keinen anderen Ausweg, als den Mitwisser umzubringen. Später wird Tanner in seinem Bungalow erhängt aufgefunden, zusammen mit einer unter den Dielen versteckten Auswahl wertvoller Bücher. Für Scotland Yard sieht es so aus, als hätte der Butler seinen Hausherren aus Habgier umgebracht und sich – von Schuldgefühlen geplagt – das Leben genommen. Vor seiner Abreise versammelt der Inspektor alle involvierten Personen im Wachsfigurenmuseum, kurz bevor die Ausstellung eröffnet wird. Er beschuldigt die beiden Verdächtigen des Mordes und sieht eine Möglichkeit, den Beweis für Sir Rogers Anwesenheit am Tatort zu erbringen. Sofern sich der zur Schau gestellte Regenschirm am Tatabend in Lillians Umkleideraum befunden hat, könnte eine der Perlen ihrer zerstörten Kette dort hineingelangt sein. Als diese tatsächlich zum Vorschein kommt, gesteht Lillian verzweifelt die Tat, während Nicholas in geistiger Verwirrung aus Macbeth zitiert. Auf Nachfrage des ungläubigen Durk demonstriert Columbo seine Fingerfertigkeit und schnippt eine weitere Perle zielsicher in den Kelch des wächsernen Ebenbildes von Nicholas.

## Hintergrund
Nach dem Erfolg der Premierenepisode Etüde in Schwarz der zweiten Staffel gab der Fernsehsender NBC eine weitere auf etwa 90 Minuten Laufzeit verlängerte Folge in Auftrag. Etwa ein Viertel der Szenen wurde von Universal Television innerhalb einer Woche vor Ort in London gedreht. Dazu gehörten überwiegend Außenaufnahmen von bekannten Sehenswürdigkeiten wie dem Tower of London und der Tower Bridge. Das Royal College of Music bildete die Außenkulisse für das Wachsfigurenkabinett, das Royal Court Theatre den Aufführungsort für das Theaterstück Macbeth. Die Greystone Mansion in Beverly Hills im spätgotischen Tudorstil diente als Wohnsitz des Theaterproduzenten Sir Roger Haversham. Abgesehen vom Herrenclub, den Detective Chief Superintendent William Durk zusammen mit dem Pathologen Dr. Diver und Inspektor Columbo besucht, sowie einem anderen nicht verwendeten Motiv, entstanden alle Innenaufnahmen in den Universal Studios. Weil der britische Darsteller Wilfrid Hyde-White wegen Steuerschulden nicht in das Vereinigte Königreich einreisen konnte, wurden sämtliche Einstellungen mit seiner Beteiligung ebenfalls in Kalifornien gedreht.
Peter Falk hielt seinen ersten Aufenthalt als Ermittler außerhalb der Vereinigten Staaten für eine ausgefallene Idee und zeigte sich im Rückblick wenig begeistert: “That wasn’t one of my favorites. The network also wanted very badly for Columbo to shoot an episode in Japan. Why? I don’t know. They thought it was a terrific idea.” (deutsch: „Das war keine meiner Lieblingsfolgen. Außerdem wollte der Sender unbedingt, dass eine Columbo-Episode in Japan gedreht wird. Warum? Ich weiß es nicht. Sie hielten es für eine großartige Idee.“)
NBC bestand darauf, möglichst viele Eindrücke aus London wiederzugeben. Dazu zählte auch eine Sequenz, die Columbo bei seinen touristisch anmutenden Versuchen zeigt, Fotos von der Wachablösung am Buckingham Palace in der Menschenmenge zu machen. Um die Gesamtlänge der Episode nicht zu überschreiten, wurde eine dreiminütige Eröffnungsszene von Nicholas Frame mit einem Wahrsager namens Angus, die von den drei Hexen aus Macbeth inspiriert wurde, in der endgültigen Schnittversion nicht berücksichtigt. Während sich Angus mit Hingabe seinem zauberkräftigen Gebräu widmet, verlangt Frame von ihm die Weissagung seines Schicksales als Bühnenstar. Mit einem Tarot-Kartensatz prophezeit Angus dem Schauspieler nach Jahren von Rückschlägen schließlich eine von Erfolg gekrönte Darbietung seiner neuen ehrwürdigen Rolle. Nachdem Frame freudestrahlend gegangen ist, hebt Angus eine heruntergefallene Karte auf, die den Gehängten zeigt. Als der ermordete Butler Tanner später in dieser Position aufgefunden wird, sollte es eine Überblendung von dessen Schatten zur Todeskarte geben. Zwei spätere Dialoge zwischen Frame und seiner Frau Lillian Stanhope wurden gekürzt, da sie namentlich auf Angus Bezug nahmen. Eine weitere Szene am Ende des Filmes musste eher aus Gründen der Zensur weichen. Nachdem Columbo zur Demonstration seiner Geschicklichkeit eine Perle in ein Gefäß befördert hat, strömen einige Besucher in den Ausstellungsraum des Museums, darunter die Script Supervisorin Miss Dudley. Ohne nachzudenken, vollführt der Inspektor erneut sein Kunststück, wobei die Perle diesmal in ihrem Dekolleté landet.
Neben einem Großteil der Handlung stammt auch der englische Originaltitel aus dem Werk von Shakespeare. In der ersten Szene des zweiten Aktes sinniert die Hauptfigur vor der Ermordung von König Duncan im Monolog: „Or art thou but a dagger of the mind, a false creation, proceeding from the heat-oppressed brain?“ Eine mögliche Übersetzung im passenden Versmaß lautet: „Bist du nur gar ein Dolch in meinem Kopf, verlog’ne Schöpfung, entspringend einem hitz-erdrückten Hirn?“ Anstelle des Königs, dessen Reich Frame und Stanhope in ihren Rollen als Macbeth und Lady Macbeth begehren, wird der vom Schauspielerpaar hintergangene Impresario Haversham zum Opfer. Die Redensart „Alter schützt vor Torheit nicht“ als Titel der deutschen Synchronfassung mit Bezug zum Shakespeare-Drama Antonius und Cleopatra bedeutet sinngemäß: Auch alte und eigentlich erfahrene Menschen begehen Fehler.

## Besetzung und Synchronisation
Die deutschsprachige Synchronfassung entstand im Jahr 1992 bei der Alster Studios Synchron.
| Figur                                       | Darsteller         | Deutscher Sprecher |
| ------------------------------------------- | ------------------ | ------------------ |
| Lieutenant Columbo                          | Peter Falk         | Claus Biederstaedt |
| Gaststars                                   |                    |                    |
| Nicholas „Nick“ Frame                       | Richard Basehart   | Rolf Jülich        |
| Tanner                                      | Wilfrid Hyde-White | Hans Paetsch       |
| Detective Chief Superintendent William Durk | Bernard Fox        | Horst Keitel       |
| Sir Roger Haversham                         | John Williams      | Günther Flesch     |
| Lillian „Lilly“ Stanhope                    | Honor Blackman     | Marlen Diekhoff    |
| Gaststars (London)                          |                    |                    |
| Detective Sergeant O’Keefe                  | John Fraser        | Herbert Tennigkeit |
| Dr. Diver                                   | Richard Pearson    | Harald Halgardt    |
| Weitere Darsteller                          |                    |                    |
| Joe Fenwick                                 | Arthur Malet       | Günter Lüdke       |
| Regisseur                                   | Harvey Jason       |                    |
| Mr. Jones                                   | Ronald Long        | Wolf Rahtjen       |
| Zollbeamter                                 | Hedley Mattingly   |                    |
| Ortspolizist                                | John Orchard       | Henry König        |
| Polizist                                    | Peter Church       |                    |
| Gärtner                                     | Walker Edmiston    |                    |
| Inspektor Smythe                            | Gerald Peters      | Jochen Sehrndt     |
| Miss Dudley                                 | Sharon Johansen    |                    |

## Rezeption
Die Fernsehzeitschrift TV Spielfilm vergab eine positive Wertung (Daumen hoch): „Amüsante Lehrstunde für Scotland Yard.“
Der Autor Michael Striss wertete mit drei von vier Sternen (sehr empfehlenswert). Er lobte sowohl das Drehbuch als auch die Besetzung: „Die Idee von Levinson und Link ist an sich schon genial: Unkonventioneller Schmuddelkommissar trifft kultiviert-steife Briten. Antagonistische Widersprüche tun sich auf, bei denen es schon einer gehörigen Menge Talentlosigkeit aller Beteiligten bedurft hätte, um aus diesem Plot nichts herauszuholen. Columbo lehrt Scotland Yard das Fürchten. Das mit Richard Basehart und Honor Blackman hochkarätig besetzte Täterduo sowie eine ganze Reihe namhafter englischer Charakterdarsteller tragen dazu bei, dass der Zusammenstoß zweier Kulturen ein großer Spaß wurde.“
Der Autor Mark Dawidziak fand ebenfalls wertschätzende Worte, obwohl er sich vorwiegend kritisch zu den Langfolgen äußerte: „Alter schützt vor Torheit nicht macht von der ersten bis zur letzten Einstellung großen Spaß und ist eine der wenigen zweistündigen Episoden, die die verlängerte Laufzeit aushalten. Es stellt auch so etwas wie einen Wendepunkt für die zweite Staffel dar. Blumen des Bösen und Wenn der Eismann kommt waren nach den Maßstäben der ersten Staffel langweilige Ausflüge. Mit Alter schützt vor Torheit nicht kamen Hargrove und das Unternehmen jedoch voll auf ihre Kosten. Sie beendeten die zweite Staffel mit fünf überzeugenden Sendungen. Das Drehbuch von Jackson Gillis nach einem Konzept von Levinson und Link besitzt eine verschlungene Handlung und setzt stark auf die Stimmung. Die Aufnahmen vor Ort in London erinnern uns an Columbos Verpflichtung gegenüber Agatha Christie und Sherlock Holmes. Tatsächlich wirkt die bloße Idee, Columbo in der steifen Oberschicht Großbritanniens auszusetzen, wie eine liebevolle Hommage an sein literarisches Erbe. Die Regie von Richard Quine bringt große Gefühle und großartige Darbietungen hervor, die zum theatralischen Charakter der Geschichte passen. Und es schadet nicht, dass Macbeth als unheilbringendes Stück gilt. […] Basehart und Blackman scheinen eine Menge Spaß dabei zu haben, als drittklassige Liz und Dick die Kulissen zu zerstören, und die Gesamtstimmung wird durch die Anwesenheit so gestandener englischer Schauspieler wie John Williams (der unvergessliche Auftritte in Hitchcocks Bei Anruf Mord und Über den Dächern von Nizza hatte), Wilfrid Hyde-White und Bernard Fox erheblich bereichert (die beiden letzteren treten später jeweils in einem zweiten Columbo auf).“
Die Kostümbildnerin Grady Hunt war 1973 für einen Emmy in der Kategorie Outstanding Achievement in Costume Design nominiert.